# Verdets (royalistes)
Pour la commune française, voir Verdets.
 (mai 2014).
Si vous disposez d'ouvrages ou d'articles de référence ou si vous connaissez des sites web de qualité traitant du thème abordé ici, merci de compléter l'article en donnant les références utiles à sa vérifiabilité et en les liant à la section « Notes et références ».
Les Verdets sont les membres de compagnies royalistes secrètement organisées après le 9-Thermidor (juillet 1794) dans le Midi de la France, notamment à Toulouse. Ils étaient ainsi nommés parce qu'ils portaient au bras un ruban vert, de la couleur de la livrée du comte d'Artois.
On leur attribue plusieurs massacres après le 9-Thermidor et lors de la Terreur blanche de 1815. Ils ont notamment participé à l'assassinat du Maréchal d'Empire Brune à Avignon en 1815.